# Том Фелтън
Томас Андрю Фелтън (на английски: Tom Felton) е английски актьор и музикант. Той е най-известен с ролята си на Драко Малфой във филмовите адаптации на най-продаваните фантастични романи на Хари Потър от Джоан Роулинг. Изпълненията му в Хари Потър и полукръвния принц и Хари Потър и Даровете на смъртта – част 1 му донасят две поредни награди на MTV за най-добър злодей през 2010 и 2011 година.
Преди Хари Потър, Фелтън започва да се появява в реклами, когато е на осем години за компании като „Commercial Union“ и „Barclaycard“. Дебютира на екрана в ролята на Peagreen Clock в The Borrowers (1997) и изиграва Louis T. Leonowens в Anna and the King (1999). След приключването на поредицата за Хари Потър през 2011 г., Фелтън се появява във филма от 2011 г. „Възходът на планетата на маймуните“, рестартиране на серията „Планетата на маймуните“. Участва и във второстепенните филми „От грубо“(2011) и The Apparition (2012), играе ролята на Джеймс Ашфорд в драматичния филм Belle (2013). След това взима участие във филми като In Secret (2014), Against the Sun (2014), Risen (2016), A United Kingdom (2016) и Feed (2017). Той изобразява Джулиан Алберт във „Флаш“.

## Ранен живот
Фелтън е роден на 22 септември 1987 г. в Епсом, син на Шарън Анстей и Питър Фелтън. Родителите му се развеждат, когато Фелтън е тийнейджър. Обучава се в училището на Кранмор в Уест Хорсли до тринадесетгодишна възраст, след което посещава училище „Хауърд от Ефингам“. Фелтън е певец и е бил част от хор на седем години. Той е член на четири училищни хорове и му е предложено място в катедралния хор на Гилдфорд. Той има трима по-големи братя: Ашли, Джонатан и Крис.

## Кариера

### Ранна кариера
Фелтън започва да играе в реклами за компании като Commercial Union и Barclaycard. През 1998 г. той изпълнява гласа на Джеймс в телевизионния сериал „Бъгс“ и получава първата си игрална роля през 1997 г., когато играе ролята на Peagreen Clock във филма на Питър Хюит „Получателите“. Фелтън изигра свидетеля Томас Ингам срещу Клайв Оуен във „Втори поглед“ през 1999 г. Ролята на Фелтън на Луис Т. Леоноуенс във филма „Анна и кралят“ с участието на Джоди Фостър също е заснет през 1999 г. в Малайзия. Фелтън се появява в епизода „Криеница“ на Second Sight 2, последван през 2000 г. Хорът на катедралата в Гилдфорд също му предлага позиция.

### 2000 г. –
До есента на 2001 г. Фелтън стана известен в международен план с представянето си на Драко Малфой, побойника, врага и фолиото на Хари Потър в „Хари Потър и Философския камък“. Той се появява във всички филми за Хари Потър. Преди да получи ролята на Малфой, Фелтън е на прослушване, за да играе Хари Потър и Рон Уизли. От четиримата млади актьори, които успяват да получат главните роли, Фелтън е с най-богат филмов опит. След това графикът на Фелтън започва да се изпълва с работата по заснемането на първите четири филма, премиери и принос към статии и интервюта. На 22 септември 2003 г. той получава и наградите за деца на Дисни за най-добър DVD за Хари Потър и Стаята на тайните. Фелтън стартира своя официален фен клуб на Том Фелтън през 2004 г. и участва в събития за подписване на автографи. Съобщава се, че неговият фен клуб е привлякъл толкова много фенове, че Фелтън е трябвало да спре временно хората, които се записват в неговия фен клуб. Сесията за автографи в Германия привлича дори хора от Чили, като един фен в Кьолн коментира: „Том е истински приятен, професионален млад мъж, винаги щастлив, усмихнат, смеещ се, пълен с мощ – истински джентълмен.“ Когато фенът пита Фелтън какво трябва да правят децата, ако някой като неговия герой ги тормози, той каза: „Кажете на някого. Не искате да го задържате в себе си.“
След заснемането на Хари Потър и Огненият бокал, Фелтън направи гост в „Близнаци от домашната ферма“ през 2005 г., където играе Адам Бейкър в краткотрайния сериал. Той присъства на Collectormania на 30 април 2005 г. и световната премиера в Лондон за Хари Потър и Огненият бокал. На 11 ноември 2005 г., той и Рупърт Гринт представени Лиз Carnell с Дейли Мирър Гордостта на награда на Великобритания и за всички от работата си, за да се повиши информираността за опасностите от тормоз. Фелтън работи по Хари Потър и Орденът на Феникса през 2006 г.
През юли 2007 г. Фелтън посети Детска болница в Денвър, Колорадо в предварителна прожекция, благотворително събитие на Хари Потър и Ордена на Феникса. Той присъства и на площад Лестър за премиерата на Хари Потър и Ордена на Феникса на 3 юли 2007 г.
На 12 ноември 2008 г. Фелтън се появява заедно с Джак Озбърн на Adrenaline Junkie, докато участва в различни предизвикателства в Южна Африка, включително скок с бънджи от 60 метра височина на моста Bloukrans, управление на хеликоптер, последвано от скачане с парашут и изправяне лице в лице с големи бели акули.
На въпрос дали с нетърпение очаква да изиграе добър човек в бъдеще, той отговаря: „Не. Е, не знам. Предполагам, че засега съм щастлив да се придържам към това, което е. Но след като наследството на Потър е с нетърпение очаквам да изиграя добър човек или някой друг различен или иначе; някой не толкова злобен.“ Фелтън изиграва героя Саймън във филма на ужасите/трилъра от 2009 г. „Изчезналите“.
Фелтън публикува три музикални видеоклипа в YouTube под акаунта „Feltbeats“, в които изпълнява фрагменти от оригинални песни. Девет песни са презаписани и вече са достъпни в iTunes: „Времето е прекарано“, „Времето не лекува“, „Един от тези дни“, „Под звезди“, „Точно място, точното време“, „В „Моите оръжия“, „Всичко, от което се нуждая“ и „Ще бъда там“ се присъединяват към инструменталния „Силуети в залези“. Записва и албум, озаглавен In Good Hands. Включва шестте песни „Ако можеш да бъдеш някъде“, „Ние принадлежим“, „Когато дойдат ангели“, „Убеден“, „Моят баща“ и „Ако това е добре с теб“.
През 2010 г. Фелтън издава оригиналната си песен „Хавай“ на Six String Productions – независим звукозаписен лейбъл, ръководен от Фелтън, Дейвид Профит и Филип Хайдн-Слейтър, насърчавайки творческата независимост и собствеността върху материалния и музикалния талант на артистите.
През ноември 2010 г. излиза филмът „Бял друг“, в който Фелтън играе главния герой Рей Марсдън. Неговият герой Рей е обезпокоен младеж в „краищата“ на Англия, а Имелда Стаунтън, която играе Долорес Ъмбридж в Хари Потър и Орденът на Феникса и Хари Потър и Даровете на Смъртта: Първа част, също се появява като един от персонажите във филма.
Фелтън има епизодична роля в „Get It to the Greek“, издаден на 4 юни 2010 г. Изиграва Додж Ландън в научнофантастичния филм за 2011 г. „Възходът на планетата на маймуните“, както и следовател на паранормални явления в трилъра „Привидението“ (2012).
На 18 март 2011 г. Фелтън се появява в комедиен скеч на Деня на червените носове 2011 заедно с Джеймс Кордън, Рупърт Гринт, Джордж Майкъл, Джъстин Бийбър, Пол Маккартни, Ринго Стар, бившият министър-председател на Великобритания Гордън Браун, професор Робърт Уинстън и Кийра Найтли.
През 2016 и 2017 г. Фелтън се появянява като CSI Julian Albert/Doctor Alchemy в третия сезон на The Flash.
На 26 април 2018 г. е обявено, че Фелтън е избран за редовна роля на Логан Мейн в научнофантастичната поредица YouTube Origin.
През 2020 г. Фелтън се присъединява към три предстоящи филма. През юни той е включен в трилъра „Погребение“ от Втората световна война, който се развива в последните дни на Втората световна война. През октомври е съобщено, че Фелтън ще играе в Каньон Дел Муерто, биографичен материал за археолога Ан Акстел Морис. Той играе съпруга ѝ Ърл Х. Морис, американски археолог, известен с приноса си в археологията на Югозапад. Два месеца по-късно Фелтън е потвърден в Lead Heads заедно с Рупърт Еверет, Дерек Якоби, Люк Нюбъри и Марк Уилямс. Филмът е описан като „драма за алчността и последиците ѝ върху душата“.

## Личен живот
През 2003 г. Фелтън и брат му Крис работят с Джо Бабит, Асоциацията на ловния окръг Сейнт Лорънс, Държавния департамент за опазване на околната среда в Ню Йорк 6, Търговската камара и разнообразна група други организации, за да формират Световния Турнир за млади ловци на шаран, който включва състезателен риболов за възраст от 11 до 18 години.
От 2008 до 2016 г. Фелтън има връзка с асистент-каскадьорката Джейд Оливия Гордън. Тя изиграва съпругата на неговия герой в Хари Потър и Даровете на смъртта – Част 2.
Дядо му по майчина линия е Найджъл Анстей.

## Филмография

### Филм
| Година  | Заглавие                                       | Роля                           | Бележки                                               |
| ------- | ---------------------------------------------- | ------------------------------ | ----------------------------------------------------- |
| 1997 г. | Кредитополучателите                            | Часовник Peagreen              |                                                       |
| 1999 г. | Ана и кралят                                   | Луис Т. Леоноуенс              |                                                       |
| 2001 г. | Хари Потър и философския камък                 | Драко Малфой                   | Издаден като Хари Потър и камъкът на магьосника в САЩ |
| 2002 г. | Хари Потър и Тайната стая                      | Драко Малфой                   |                                                       |
| 2004 г. | Хари Потър и затворникът от Азкабан            | Драко Малфой                   |                                                       |
| 2005 г. | Хари Потър и Огненият бокал                    | Драко Малфой                   |                                                       |
| 2007 г. | Хари Потър и Орденът на Феникса                | Драко Малфой                   |                                                       |
| 2008 г. | Изчезналите                                    | Саймън Прайор                  |                                                       |
| 2009 г. | Хари Потър и полукръвния принц                 | Драко Малфой                   |                                                       |
| 2010 г. | Хари Потър и Даровете на смъртта – Част 1      | Драко Малфой                   |                                                       |
| 2010 г. | Бял Друг                                       | Рей Марсдън                    | Късометражен филм                                     |
| 2010 г. | Отведете го до гръцкия                         | Той самият                     | Камео                                                 |
| 2010 г. | 13 часа                                        | Гари Ашби                      |                                                       |
| 2011 г. | Хари Потър и Даровете на смъртта – Част 2      | Драко Малфой                   |                                                       |
| 2011 г. | Възходът на планетата на маймуните             | Додж Ландън                    |                                                       |
| 2012 г. | Привидението                                   | Патрик                         |                                                       |
| 2012 г. | От грубия                                      | Едуард                         |                                                       |
| 2013    | Бел                                            | Джеймс Ашфорд                  |                                                       |
| 2013    | В тайна                                        | Камил Ракин                    |                                                       |
| 2014 г. | Срещу слънцето                                 | Тони Пастула                   |                                                       |
| 2016 г. | Възкръснал                                     | Луций                          |                                                       |
| 2016 г. | Съобщение от краля                             | Франки                         |                                                       |
| 2016 г. | Обединено кралство                             | Руфус Ланкастър                |                                                       |
| 2016 г. | Овце и вълци                                   | Грей (глас)                    | Английски дуб                                         |
| 2017 г. | Меган Ливи                                     | Андрю Дийн                     |                                                       |
| 2017 г. | Хранене                                        | Мат Грей                       |                                                       |
| 2017 г. | Стратън                                        | Къмингс                        |                                                       |
| 2018 г. | Офелия                                         | Лаерт                          |                                                       |
| 2019 г. | Спиране за китове                              | Брандън Уокър                  |                                                       |
| 2020 г. | Ръководство за детегледачка за лов на чудовища | Големият гиньол / Буги човекът |                                                       |
| 2020 г. | Забравената битка                              | Тони Търнър                    | Пост продукция                                        |
| TBA     | Погребение                                     |                                | Предварителна продукция                               |
| TBA     | Оловни глави                                   |                                | Предварителна продукция                               |

### Телевизия
| Година      | Заглавие                                         | Роля                     | Бележки                      |
| ----------- | ------------------------------------------------ | ------------------------ | ---------------------------- |
| 1998 г.     | Грешки                                           | Джеймс                   | Епизод: „Кутията на Пандора“ |
| 1999 г.     | Втори поглед                                     | Томас Ингъм              | Телевизионен филм            |
| 2000 г.     | Втори поглед 2: Криеница                         | Томас Ингъм              | Телевизионен филм            |
| 2005 г.     | Близнаци от домашна ферма                        | Адам Бейкър              | Неизвестни епизоди           |
| 2013        | Лабиринт                                         | Виконт Trencavel         | Телевизионни минисериали     |
| 2013        | Пълен кръг                                       | Тим                      | Телевизионни минисериали     |
| 2014 г.     | Убийство в Първото                               | Ерих Блънт               | Основна роля (сезон 1)       |
| 2015 г.     | Том Фелтън среща суперфановете                   | Интервюиращ              | Режисьорски дебют            |
| 2016 – 2017 | Светкавицата                                     | Джулиан Алберт / Алхимия | Повтаряща се роля (сезон 3)  |
| 2018 г.     | Произход                                         | Логан Мейн               | Основна роля (10 епизода)    |
| 2022 г.     | Хари Потър 20-годишнината - Завръщане в Хогуортс | Себе си                  | Документален филм            |

### Видео игри
| Година  | Заглавие                                  | Роля                | Бележки |
| ------- | ----------------------------------------- | ------------------- | ------- |
| 2007 г. | Хари Потър и Орденът на Феникса           | Драко Малфой (глас) |         |
| 2009 г. | Хари Потър и полукръвния принц            | Драко Малфой (глас) |         |
| 2010 г. | Хари Потър и Даровете на смъртта – Част 1 | Драко Малфой (глас) |         |

### Музикални видеоклипове
| Година  | Заглавие              | Художник     |
| ------- | --------------------- | ------------ |
| 2018 г. | „Празно пространство“ | Джеймс Артър |

## Дискография

### ОзВ
- Времето, прекарано (2008)
- Всичко, от което се нуждая (2008)
- В добри ръце (2009)
- Хавай (2011)

### Сингли
- „Силуети в залези“ (2008)
- „Времето не лекува“ (2008)
- „Ако можеше да бъдеш някъде“ (2010)

## Награди и номинации
| Година  | Работа                                    | Награда                  | Категория                                                    | Резултат  |
| ------- | ----------------------------------------- | ------------------------ | ------------------------------------------------------------ | --------- |
| 2001 г. | Хари Потър и философския камък            | Награда за млад художник | Най-добър ансамбъл в игрален филм                            | Номиниран |
| 2001 г. | Хари Потър и философския камък            | Награда за млад художник | Най-добро изпълнение в игрален филм: Подкрепа за млад актьор | Номиниран |
| 2009 г. | Хари Потър и полукръвния принц            | Награда на MTV Movie     | Най-добрият злодей                                           | Спечелени |
| 2009 г. | Хари Потър и полукръвния принц            | Награда за писък         | Най-добър ансамбъл                                           | Спечелени |
| 2010 г. | Хари Потър и Даровете на смъртта – Част 1 | Награда на MTV Movie     | Най-добрият злодей                                           | Спечелени |
| 2010 г. | Хари Потър и Даровете на смъртта – Част 1 | Награда Teen Choice      | Избор на филм злодей                                         | Спечелени |
| 2011 г. | Хари Потър и Даровете на смъртта – Част 2 | Награда на MTV Movie     | Най-добър актьорски състав                                   | Спечелени |
| 2011 г. | Хари Потър и Даровете на смъртта – Част 2 | Награда за писък         | Най-добър ансамбъл                                           | Номиниран |
| 2015 г. | Себе си                                   | Филмов фестивал в Гифони | Награда за опит на Giffoni                                   | Спечелени |